# Юрматау
Юрматау  — горный хребет на Южном Урале. Находится на территории Белорецкого района Башкортостана.
Хребет Юрматау расположен  на западной части Башкирского (Южного) Урала в пределах Белорецкого района РБ. 
Хребет вытянут на 35 км в северном и  северо-восточном направлениях от реки Малый Нугуш до реки Большой Нугуш.  Рельеф хребта - куполовидные вершины, пологоувалистые поверхности склонов.  На южной части в долинах рек имеются карстовые воронки.
Длина хребта – 35 км, ширина  - около  10 км,  высота -  842 м. Сложен из  сланцев, алевролитов, аргиллитами, доломитов, известняков, кварцевых песчаников верхнего  рифея.  Распространены четвертичные образования: аллювиальные суглинки вдоль рек, пески и галечники в руслах, делювиальные суглинки на пологих склонах и щебнистые суглинки на хребтах.
Ландшафты хребта - лиственно-сосновые  леса на светло-серых лесных грубоскелетных почвах, горные  луга.  В южной части -  лиственничные леса,  осоковые и кустарниковые болота.

## Топонимика
Форму Юрма-Тау сравнивают  со словом юрмэ — «род мясного кушанья», с глаголами юрмэу — «шить через край», юртыу — «бежать рысью»,  с башкирским этнонимом юрмы (йурмэ)  — «дремучий лес».